# Channa gachua
Channa gachua е вид бодлоперка от семейство Channidae. Видът не е застрашен от изчезване.

## Разпространение
Разпространен е в Афганистан, Бангладеш, Бутан, Виетнам, Индия, Индонезия, Ирак, Иран, Камбоджа, Китай, Лаос, Малайзия, Мианмар, Непал, Сингапур, Тайланд, Хонконг и Шри Ланка.

## Описание
На дължина достигат до 20 cm.